# 今伊勢駅
今伊勢駅（いまいせえき）は、愛知県一宮市今伊勢町宮後字壱丁野にある、名古屋鉄道名古屋本線の駅である。駅番号はNH51。

## 歴史
- 1935年（昭和10年）4月29日 - 開業。
- 1952年（昭和27年）10月5日 - 移転[2]。
- 1967年（昭和42年）2月22日 - 無人化[3]。
- 1987年（昭和62年）
  - 3月24日 - 跨線橋供用開始[4]。
  - 3月30日 - 駅改修工事完工。上下線ホーム上屋完成[4]。
- 2005年（平成17年）3月15日 - トランパス導入。
- 2011年（平成23年）
  - 2月11日 - ICカード「manaca」の利用が可能となる。
  - 秋頃 - 自転車置き場が拡張。
- 2012年（平成24年）2月29日 - トランパスの使用を終了。
- 2018年（平成30年）2月28日 - ホーム改良工事竣工[5]。

## 駅構造
相対式2面2線を有する地上駅で、停車するのは普通列車のみである。ホームの長さは80m（4両分）。駅集中管理システム（管理駅は名鉄一宮駅）を導入した無人駅で、券売機・精算機・改札機がある。トイレは未設置。
岐阜方面の1番線ホーム側に駅舎（改札口）がある。一宮・名古屋駅方面の2番線ホームへは跨線橋を渡る必要がある。旧駅舎が撤去されてからはホームのみとなっていたが、駅集中管理システム導入時に現在の駅舎が新設された。
2番線ホームは隣接するJR東海道本線との間にあるため、ホームが非常に狭い。そのため当該ホーム利用時は停車する列車が到着するまで、跨線橋で列車を待ったほうが安全である。

### のりば
| 番線 | 路線          | 方向 | 行先                           |
| ---- | ------------- | ---- | ------------------------------ |
| 1    | NH 名古屋本線 | 下り | 名鉄岐阜ゆき                   |
| 2    | NH 名古屋本線 | 上り | 名鉄一宮・名鉄名古屋・金山方面 |

当駅付近から名鉄岐阜駅までの区間には、名古屋 - 岐阜間特急運転開始に当たって新設および整備された1935年（昭和10年）当時のトラス組み架線柱が現在も多く残っている。

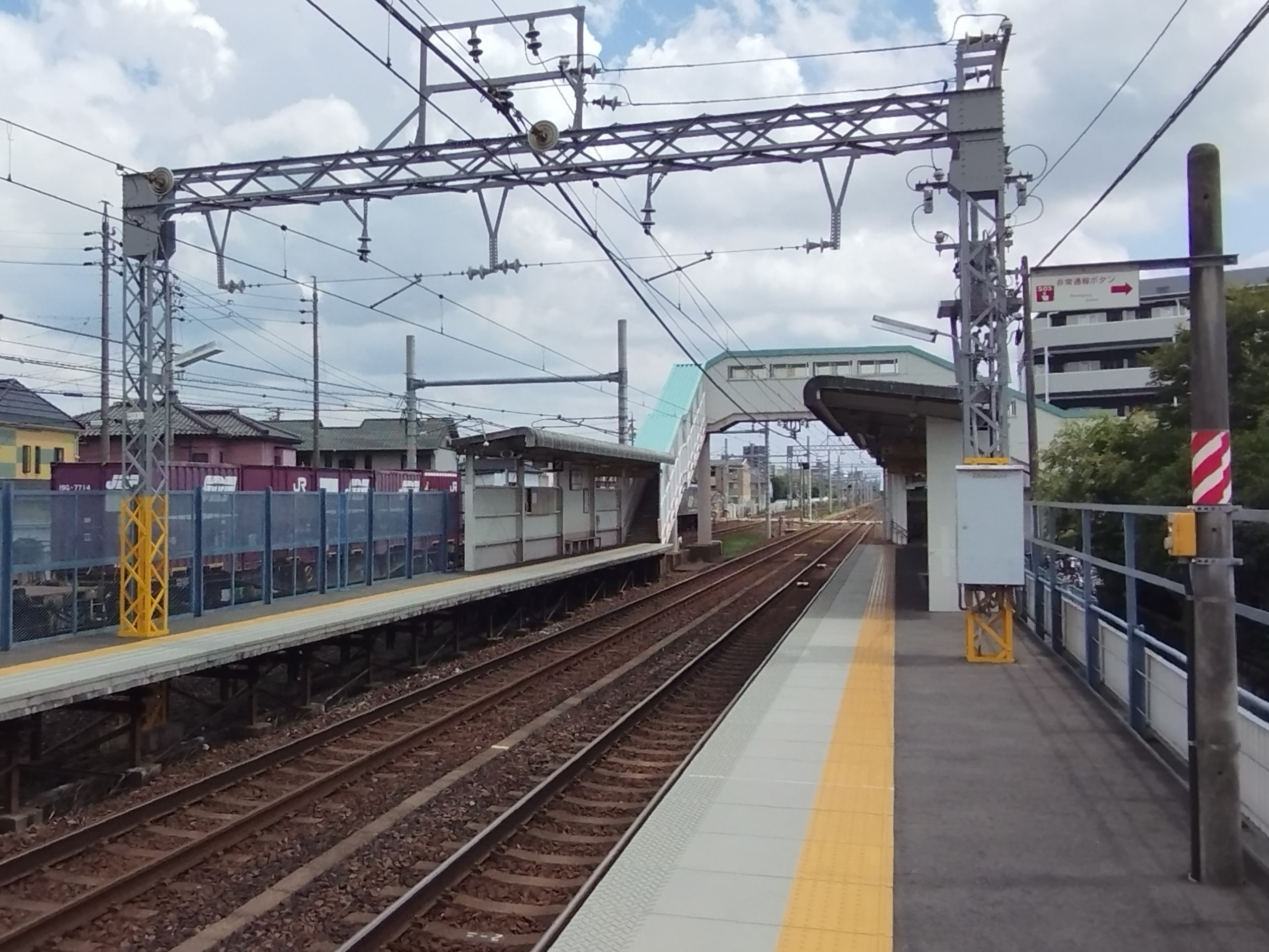
ホーム
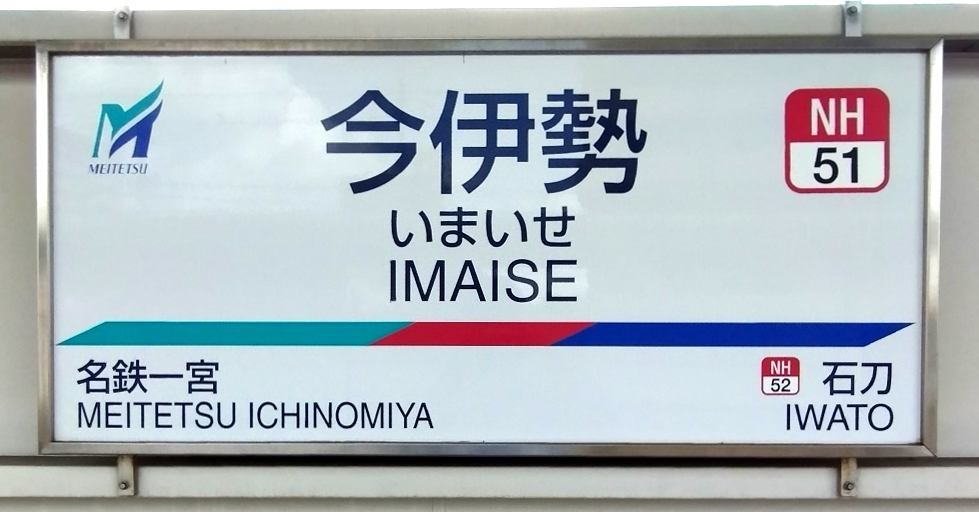
駅名標

### 配線図
| ← 一宮・ 名古屋方面 | 今伊勢駅 構内配線略図 | → 岐阜方面 |
| 凡例 出典:          |                       |            |

## 利用状況
- 「移動等円滑化取組報告書」によると、2020年度の1日平均乗降人員は3,034人であった[11]。
- 『名鉄120年：近20年のあゆみ』によると2013年度当時の1日平均乗降人員は2,905人であり、この値は名鉄全駅（275駅）中147位、名古屋本線（60駅）中40位であった[12]。
- 『名古屋鉄道百年史』によると1992年度当時の1日平均乗降人員は2,020人であり、この値は岐阜市内線均一運賃区間内各駅（岐阜市内線・田神線・美濃町線徹明町駅 - 琴塚駅間）を除く名鉄全駅（342駅）中170位、 名古屋本線（61駅）中40位であった[13]。
- 愛知県の統計によれば1日平均の乗車人員は平成19年度1,202人、平成20年度1,228人である。愛知県内の名古屋本線の駅では、55駅中37位。

## 駅周辺
- 一宮市立今伊勢中学校
- いまいせ心療センター（旧・一宮市立市民病院今伊勢分院）
- 日本毛織一宮工場
- ニッケコーナンプラザ（ショッピングセンター）
  - コーナン一宮今伊勢店
    - アオキスーパー 今伊勢店
- 西友ピア・タウン店
- 尾西信用金庫今西支店

## 隣の駅
名古屋鉄道
NH 名古屋本線
□ミュースカイ・□快速特急・■特急・□快速急行・■急行・■準急
通過
■普通
名鉄一宮駅（NH50）- 今伊勢駅（NH51） - 石刀駅（NH52）